# 幸臨寺
幸臨寺（こうりんじ、香臨寺、辛臨寺などとも書く）は、福井県敦賀市にあった曹洞宗の寺院。山号は幸臨山。三重塔を含む伽藍は1945年の敦賀大空襲で焼失した。

## 歴史
- 気比神宮の神宮寺の一つとして創建。
  - 江戸時代に三重塔などが建立され伽藍が整備される。
- 1945年、伽藍を焼失する。
- 1946年、仮堂を復興。

## 参考資料